# Brandvägg (roman)
Brandvägg är en kriminalroman från 1998 av Henning Mankell. Romanen är den åttonde av tolv om poliskommissarie Kurt Wallander. Romanen filmatiserades 2006 som Brandvägg, med Rolf Lassgård i huvudrollen.

## Handling
En man hittas död vid en bankomat med kontoutdraget i handen. Ungefär samtidigt mördar två unga flickor brutalt en taxichaufför, till synes utan någon orsak. Snart börjar Kurt Wallander och hans kollegor vid Ystadpolisen inse att det finns ett samband mellan de bägge dödsfallen. Wallander upptäcker snart att en process har satts i rörelse, något som kan påverka hela världen. Polisernas värsta fiende är kanske inte en mördare, utan klockan.